# Candás (Orense)
Candás (llamada oficialmente San Martiño de Candás) es una parroquia y un lugar del municipio español de Rairiz de Veiga, en la provincia de Orense, Galicia.

## Toponimia
La parroquia también es conocida por el nombre de San Martín de Candás.

## Organización territorial
La parroquia está formada por cinco entidades de población:

### Entidades de población
Entidades de población que forman parte de la parroquia:
- Candás
- Fontefría
- Pereiriña (A Pereiriña)
- Venda (A Venda)

### Despoblado
Despoblado que forma parte de la parroquia:
- Outeiro

## Demografía

### Parroquia
| Gráfica de evolución demográfica de Candás (parroquia) entre 2000 y 2023 |
|                                                                          |
| Datos según el nomenclátor publicado por el INE.                         |

### Lugar
| Gráfica de evolución demográfica de Candás (lugar) entre 2000 y 2023 |
|                                                                      |
| Datos según el nomenclátor publicado por el INE.                     |